# Guaicaipuro
Guacaipuro o Guaicaipuro (n. aprox. 1530
actualmente Los Teques - f. aprox.1568 
Paracotos) fue un cacique de Venezuela mencionado por el escritor José de Oviedo y Baños, que popularmente se conoce como el Cacique Guaicaipuro. Según la obra Historia de conquista y población de la provincia de Venezuela, este personaje nació en un asentamiento indígena en la región de Los Teques, Venezuela, alrededor de 1530, y murió en 1568. La obra de Oviedo y Baños dice que el personaje fue un nativo que lideró a varias tribus caribes, con el título Guapotori, "Jefe de jefes", en una lucha por el control de las minas de oro de Los Teques.
A diferencia de personajes documentados como Guaicamacuto y otros "Guaica" (palabra que significa "Mayor de los" o "Jefe de los"), no existen documentos o registros históricos que comprueben o den indicios de que haya existido un Guaicaipuro o alguien con ese título.[cita requerida] Por tanto, la academia de historia de Venezuela trata el tema con mucho tacto.
Guacaipuro forma parte de las figuras centrales del espiritismo venezolano junto con María Lionza.

## Biografía
Guaicaipuro fue un cacique y jefe guerrero, de origen taima. Criado por el Cacique Catuche de la tribu de los teques, tenía dos hermanas llamadas Tiaora y Caycape. Al morir Catuche, Guaicaipuro pasa a liderar la tribu con tan solo 20 años de edad. Se casó con Urquía, y su lugar de residencia y cuartel lo ubicó en Suruapo, en las cercanías de Paracotos. Tuvo tres hijos, entre ellos Baruta, quien recibió de manos de su madre el penacho con plumas rojas tras morir en combate su padre.
Guaicaipuro (de "guaica", púa, y "pur", asada), es decir, "púa asada". También la partícula "guaica" equivale al nombre de un arma aborigen suerte de vara muy pronunciada en uno de sus extremos.
Guaicaipuro había vencido a experimentados y curtidos jefes  militares españoles, entre quienes se pueden mencionar el coronel Juan Rodríguez Suárez, el almirante Diego García de Paredes, el capitán Luis Narváez y Francisco Fajardo. Formó una coalición de gran alcance con diversas agrupaciones de la región central del país, especialmente en el Valle de Caracas, para hacer frente a la conquista española del territorio de la actual Venezuela. Allí adquirió el título de "Jefe de jefes" o "Guapotori"  dirigió a los caciques Tiuna, Naiguatá, Guaicamacuto, Chacao, Terepaima, Catia, Aramaipuro, Paramaconi y a su propio hijo Baruta, entre otros. En la actualidad Guacaipuro es uno de los caciques más famosos e ilustres, símbolo de la resistencia indígena.

## Historia
El área ocupada en nuestros días por la ciudad de Los Teques fue poblada por varios grupos indígenas, cada uno de los cuales contaba con su propio cacique. La tribu de Guaicaipuro —que abarcaba un área desde Turgua al este, hasta donde hoy se encuentra San José de los Altos, al oeste— era una de las más grandes. Uno de sus hijos varones, Baruta, se convirtió también en cacique y dominaba el área del actual municipio de igual nombre. Otras hijas de Guaicaipuro eran, al parecer, Tiora y Caycape. Los españoles descubrieron oro en el área de Los Teques hacia 1560 y, como comenzaron a poblar el sitio de las minas para extraerlo, Guaicaipuro, sintiendo su tierra invadida, los atacó junto a otros caciques aliados, entre ellos Terepaima, y forzó a los españoles a abandonar el lugar. Después del ataque, el gobernador de la provincia de Venezuela, Pablo del Collado, envió desde El Tocuyo a Juan Rodríguez Suárez en 1561 para pacificar el área. Rodríguez Suárez, creyendo que había alcanzado su tarea al repeler a Guaicaipuro de la zona, deja el área al cuidado de algunos mineros y de tres de sus hijos, mientras exploraba los términos de Caracas. Una vez que los soldados españoles se marcharon del lugar, Guaicaipuro asaltó de nuevo las minas y mató a todos los trabajadores, así como a los hijos de Rodríguez Suárez. Inmediatamente después de eso, Rodríguez Suárez, que estaba en camino a la ciudad de Valencia con el propósito de reunirse con los españoles leales al rey, que intentaban detener al caudillo rebelde Lope de Aguirre —conocido en Venezuela como El Tirano de los conquistadores del Perú, venido por el Amazonas en 1561 y alzado contra la Corona—, fue emboscado por Guaicaipuro y el cacique Terepaima, que le dieron muerte durante su trayecto. Iba con un contingente reducido de seis soldados.

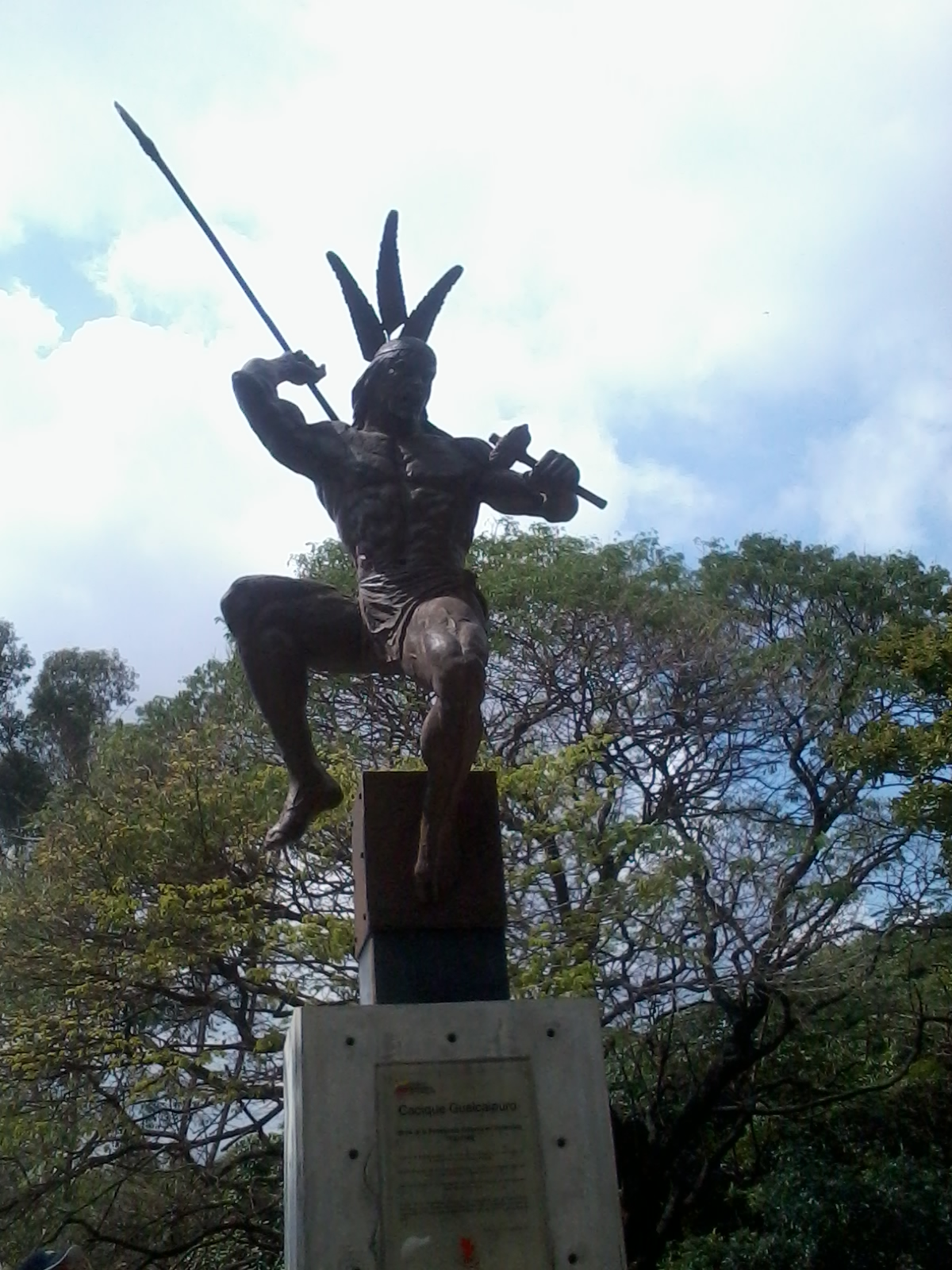
Cacique Guaicaipuro.

Después de estos sucesos, Guaicaipuro se convirtió en la figura principal y central en la sublevación de todas las tribus nativas de la provincia de Caracas, y logra unirlas a todas bajo su mando. En 1562, Terepaima derrota a una fuerza expedicionaria conducida por el capitán Luis de Narváez, matándolo a él y a 150 de los expedicionarios. Debido a los ataques feroces por parte de los indígenas, los españoles se retiraron lejos del área durante varios años.
En 1567, poco después de vencer a la Confederación Indígena liderada por Guaicaipuro en la batalla de Maracapana, el capitán Diego de Losada entra al valle de San Francisco y ese año o el siguiente, puebla la ciudad de «Santiago de León de los Caracas». Los españoles se preocuparon por la cercana presencia de Guaicaipuro y de sus hombres y, dada la fama de sus ataques hacia los conquistadores, decidieron no esperar un ataque de él, con lo que, como movimiento preventivo, Diego de Losada encomendó al alcalde de la ciudad, Francisco de Infante emprender la misión de capturar a Guaicaipuro y ‘pacificar’ a los otros Caciques.

### Fallecimiento
A fines de 1567 o inicios de 1600, Francisco Infante y sus hombres, conducidos por guías nativos, dieron con el paradero de la choza de Guacaipuro, en Paracotos. Según la leyenda, Guaicaipuro prendió fuego a su choza y se suicidó antes de permitir que los españoles lo encontraran con vida. Sin embargo, la otra versión sobre su muerte, que es la que ofrece el historiador José de Oviedo y Baños en su obra publicada en 1723, narra que tras una larga batalla por su vida, los españoles, imposibilitados de entrar a la choza, decidieron lanzarle una bomba de fuego sobre el techo de paja, obligando con ello a salir a Guacaipuro que perece luchando con la espada que le había ganado a Rodríguez Suárez.
Todos estos datos son tomados de la obra de Oviedo y Baños, Historia de la conquista y población de la Provincia de Venezuela, quien es el único que ofrece estos detalles de Guaicaipuro. Existen algunos escasos documentos copiados de otros de 1585, que mencionan de pasada a Guaicaipuro como cacique de los Teques, pero su papel de líder heroico de la resistencia indígena de Caracas es sólo sustentado por la narración del historiador José de Oviedo y Baños, que escribe sobre esos hechos en 1723.

## Homenajes
El legado de Guaicaipuro está muy latente en la zona central del país, específicamente en plazas y calles de Caracas y del Estado Miranda.
- El municipio Guaicaipuro del estado Miranda.
- Guaicaipuro, drama coreográfico de María Luisa Escobar que fuera estrenado en 1951, con motivo la celebración de los terceros Juegos Olímpicos Bolivarianos, basado en la vida del cacique homónimo.
- "Guaicaipuro de Oro", premio que se otorgaba a los artistas de radio y televisión.
- Misión Guaicaipuro: programa gubernamental dirigido a delimitar los territorios ancestrales de los pueblos originarios de Venezuela y restaurar sus derechos civiles.
- Operación Liberación Cacique Guaicaipuro, incursión armada de carácter institucional llevada a cabo en septiembre de 2023 para  el desalojo del Complejo Penitenciario de Aragua  con 11.000 funcionarios de la Fuerza Armada Nacional Bolivariana (FANB) y policías. Un mayor de la Guardia Nacional Bolivariana murió durante el operativo. El complejo era controlado por el Tren de Aragua  ye el líder de la Megabanda criminal Héctor Guerrero Flores se fugo de la prisión antes del operativo.
- Los restos del Cacique Guaicaipuro entraron al "Panteón Nacional" de Caracas, el 8 de diciembre de 2001, en una conmemoración simbólica.
- El retrato de Guaicaipuro ha sido representado en los billetes de 10 y 2000 bolívares fuertes.[4][5]